# Eubazus testaceipes
Eubazus testaceipes är en stekelart som först beskrevs av Grese 1928.  Eubazus testaceipes ingår i släktet Eubazus och familjen bracksteklar. Inga underarter finns listade i Catalogue of Life.